# Heiwiller
Ne doit pas être confondu avec la commune d'Heidwiller également dans le canton d'Altkirch.
Heiwiller [aivilɛʁ]  est une commune française située dans la circonscription administrative du Haut-Rhin et, depuis le 1er janvier 2021, dans le territoire de la Collectivité européenne d'Alsace, en région Grand Est.

## Géographie

### Localisation
Heiwiller est un village qui se trouve dans la région historique et culturelle d'Alsace dans un territoire appelé le Sundgau,  le long d'un ruisseau appelé le Wahlbach, dans le secteur duit des Trois frontières en raison de sa proximité avec la Suisse et l'Allemagne.
Il est situé à 21 km à vol d'oiseau au nord-ouest de Bâle, 7 km à l'est d'Altkirch et 15 km au sud de Mulhouse.
La commune se trouve dans l'aire d'attraction de Bâle - Saint-Louis (partie française), dans la zone d'emploi de Saint-Louis et dans le bassin de vie d'Altkirch

### Communes limitrophes
Les communes limitrophes sont  Hausgauen, Obermorschwiller, Tagsdorf et Wahlbach.
|          | Obermorschwiller |          |
| Tagsdorf | Heiwiller        | Wahlbach |
| Schwoben | Hausgauen        |          |

### Géologie et relief
La superficie de la commune est de 2,04 km2 ; son altitude varie de 300  à   372 mètres.

### Hydrographie

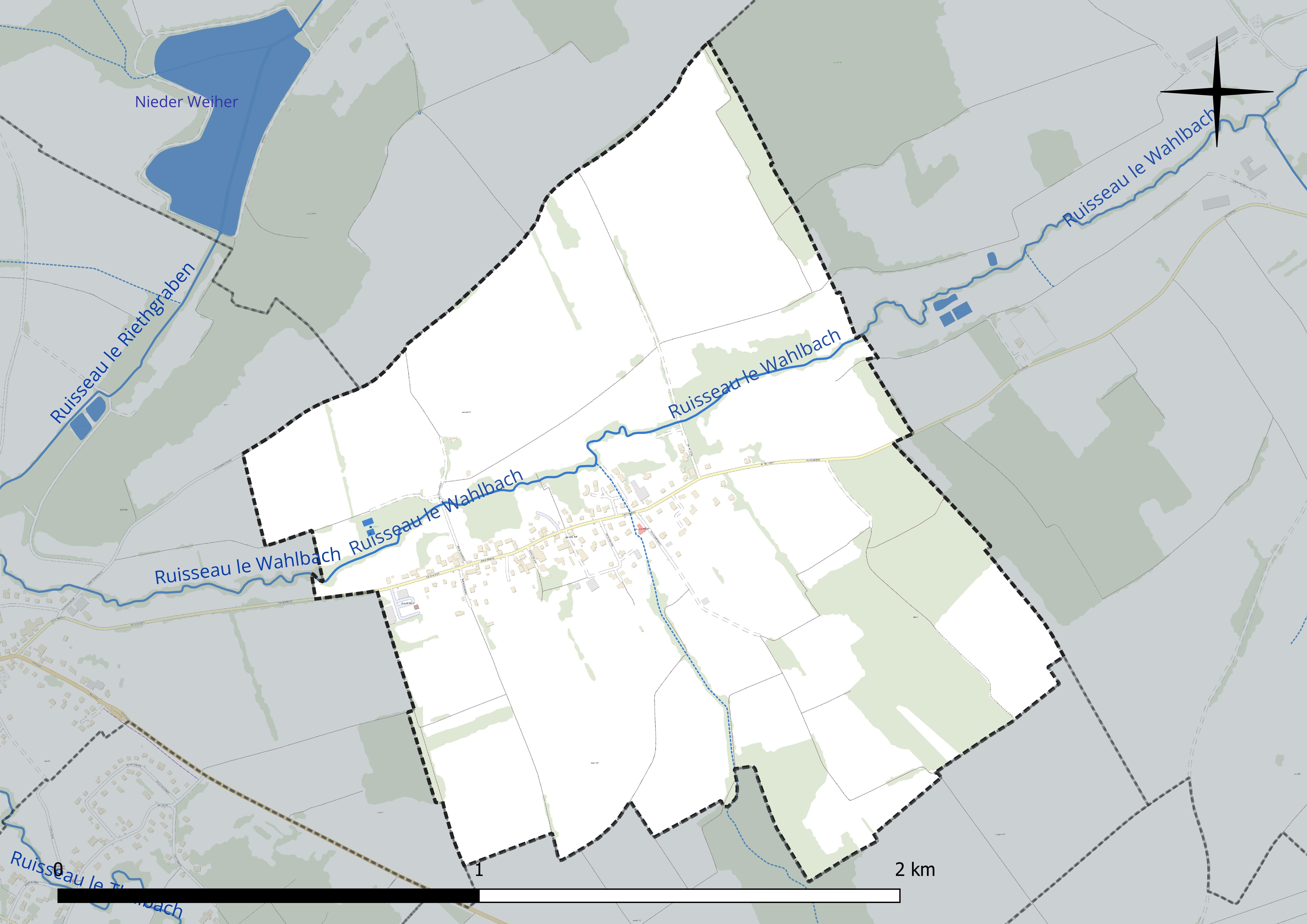
Réseau hydrographique de Heiwiller.

La commune est dans le bassin versant du Rhin au sein du bassin Rhin-Meuse. Elle est drainée par le Wahlbach,.

### Climat
Pour des articles plus généraux, voir Climat du Grand Est et Climat du Haut-Rhin.
En 2010, le climat de la commune est de type climat des marges montargnardes, selon une étude du Centre national de la recherche scientifique s'appuyant sur une série de données couvrant la période 1971-2000. En 2020, Météo-France publie une typologie des climats de la France métropolitaine dans laquelle la commune est exposée à un climat semi-continental et est dans la région climatique Vosges, caractérisée par une pluviométrie très élevée (1 500 à 2 000 mm/an) en toutes saisons et un hiver rude (moins de 1 °C).
Pour la période 1971-2000, la température annuelle moyenne est de 10 °C, avec une amplitude thermique annuelle de 17,7 °C. Le cumul annuel moyen de précipitations est de 839 mm, avec 9,2 jours de précipitations en janvier et 9,4 jours en juillet. Pour la période 1991-2020, la température moyenne annuelle observée sur la station météorologique de Météo-France la plus proche, « Carspach », sur la commune de Carspach à 8 km à vol d'oiseau, est de 11,0 °C et le cumul annuel moyen de précipitations est de 827,7 mm. 
La température maximale relevée sur cette station est de 38,1 °C, atteinte le 4 août 2022 ; la température minimale est de −17,7 °C, atteinte le 5 février 2012,,.
Les paramètres climatiques de la commune ont été estimés pour le milieu du siècle (2041-2070) selon différents scénarios d'émission de gaz à effet de serre à partir des nouvelles projections climatiques de référence DRIAS-2020. Ils sont consultables sur un site dédié publié par Météo-France en novembre 2022.

## Urbanisme

### Typologie
Au 1er janvier 2024, Heiwiller est catégorisée commune rurale à habitat dispersé, selon la nouvelle grille communale de densité à sept niveaux définie par l'Insee en 2022.
Elle est située hors unité urbaine. Par ailleurs la commune fait partie de l'aire d'attraction de Bâle - Saint-Louis (partie française), dont elle est une commune de la couronne,. Cette aire, qui regroupe 94 communes, est catégorisée dans les aires de 200 000 à moins de 700 000 habitants,.

### Occupation des sols

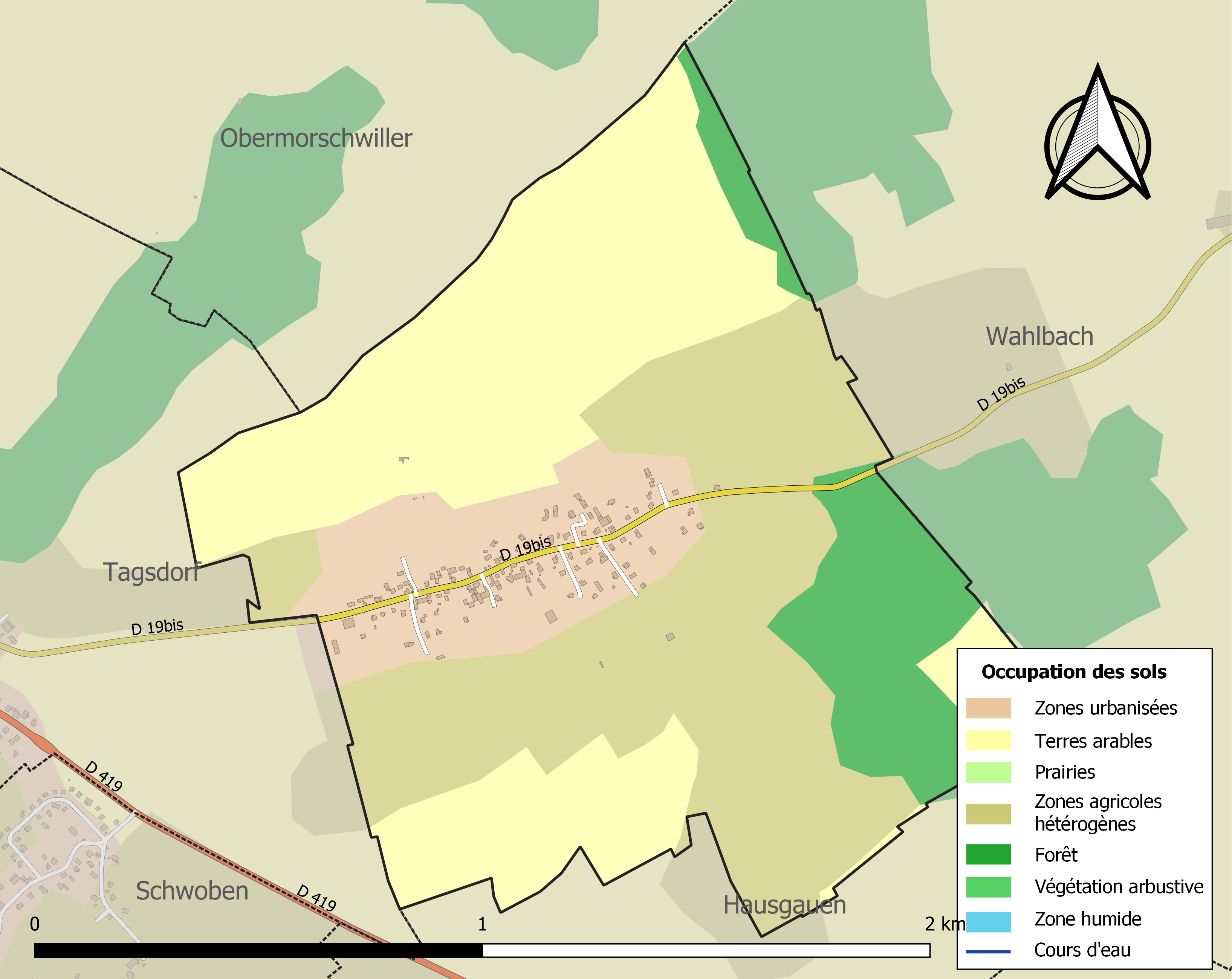
Carte des infrastructures et de l'occupation des sols de la commune en 2018 (CLC).

L'occupation des sols de la commune, telle qu'elle ressort de la base de données européenne d’occupation biophysique des sols Corine Land Cover (CLC), est marquée par l'importance des territoires agricoles (74,8 % en 2018), en diminution par rapport à 1990 (89,2 %). La répartition détaillée en 2018 est la suivante : 
terres arables (39,9 %), zones agricoles hétérogènes (34,9 %), zones urbanisées (14,4 %), forêts (10,8 %). L'évolution de l’occupation des sols de la commune et de ses infrastructures peut être observée sur les différentes représentations cartographiques du territoire : la carte de Cassini (XVIIIe siècle), la carte d'état-major (1820-1866) et les cartes ou photos aériennes de l'IGN pour la période actuelle (1950 à aujourd'hui).

### Habitat et logement
En 2020, le nombre total de logements dans la commune était de 76, alors qu'il était de 71 en 2015 et de 69 en 2010.
Parmi ces logements, 89,3 % étaient des résidences principales, 2,7 % des résidences secondaires et 8,1 % des logements vacants. Ces logements étaient pour 96 % d'entre eux des maisons individuelles et pour 4 % des appartements.
Le tableau ci-dessous présente la typologie des logements à Heiwiller en 2020 en comparaison avec celle du Haut-Rhin et de la France entière. Une caractéristique marquante du parc de logements est ainsi la faible proportion des résidences secondaires et logements occasionnels (2,7 %) par rapport au département (3,4 %) et à la France entière (9,7 %).
| Typologie                                               | Heiwiller | Haut-Rhin | France entière |
| ------------------------------------------------------- | --------- | --------- | -------------- |
| Résidences principales (en %)                           | 89,3      | 87,6      | 82,1           |
| Résidences secondaires et logements occasionnels (en %) | 2,7       | 3,4       | 9,7            |
| Logements vacants (en %)                                | 8,1       | 9         | 8,2            |

## Toponymie
Heiwiller apparaît sous la dénomination « Heininenwiller » vers 1150-1156.

## Politique et administration

### Rattachements administratifs et électoraux

#### Rattachements administratifs
La commune se trouve depuis 1919 dans l'arrondissement d'Altkirch du département du Haut-Rhin, qui, fusionné avec le Bas-Rhin, forme depuis 2021 la Collectivité européenne d'Alsace.
Elle faisait partie depuis 1793 du canton d'Altkirch. Dans le cadre du redécoupage cantonal de 2014 en France, cette circonscription administrative territoriale a disparu, et le canton n'est plus qu'une circonscription électorale.

#### Rattachements électoraux
Pour les élections départementales, la commune fait partie depuis 2014 d'un nouveau canton d’Altkirch, porté de 27 à 67 communes.
Pour l'élection des députés, elle fait partie de la troisième circonscription du Haut-Rhin.

### Intercommunalité
Heiwiller était membre de la petite communauté de communes de la Vallée de Hundsbach, un établissement public de coopération intercommunale (EPCI) à fiscalité propre créé fin 2000 et auquel la commune avait transféré un certain nombre de ses compétences, dans les conditions déterminées par le code général des collectivités territoriales.
Dans le cadre des dispositions de la loi portant nouvelle organisation territoriale de la République du 7 août 2015, qui prévoit que les établissements publics de coopération intercommunale (EPCI) à fiscalité propre doivent avoir un minimum de 15 000 habitants, cette intercommunalité a fusionné avec ses voisines pour former, le 1er janvier 2017, la communauté de communes Sundgau, dont est désormais membre la commune

### Liste des maires
| Période                                  | Période                        | Identité                | Étiquette | Qualité                                                     |
| ---------------------------------------- | ------------------------------ | ----------------------- | --------- | ----------------------------------------------------------- |
| Les données manquantes sont à compléter. |                                |                         |           |                                                             |
| 1793                                     | 1795                           | Joseph Grienenberger    |           |                                                             |
| 1795                                     | 1798                           | Joseph Bihl             |           |                                                             |
| 1798                                     | 1800                           | Antoine Grienenberger   |           |                                                             |
| 1800                                     | 1814                           | Joseph Grienenberger    |           |                                                             |
| 1814                                     | 1815                           | Morand Stoecklin        |           |                                                             |
| 1815                                     | 1816                           | Thiébault Grienenberger |           |                                                             |
| 1816                                     | 1821                           | François-Joseph Goetz   |           |                                                             |
| 1821                                     | 1823                           | Antoine Grienenberger   |           |                                                             |
| 1823                                     | 1835                           | Louis Bihr              |           |                                                             |
| 1835                                     | 1837                           | Meinrad Stoecklen       |           |                                                             |
| 1837                                     | 1848                           | Barthélémy Folzer       |           |                                                             |
| 1848                                     | 1862                           | Morand Grienenberger    |           |                                                             |
| 1862                                     | 1873                           | Blaise Goetz            |           |                                                             |
| 1873                                     | 1891                           | Adam Grienenberger      |           |                                                             |
| 1891                                     | 1916                           | Blaise Goetz            |           |                                                             |
| 1916                                     | 1919                           | Emile Grienenberger     |           |                                                             |
| 1919                                     | 1929                           | Louis Goetz             |           |                                                             |
| 1929                                     | 1932                           | Joseph Folzer           |           |                                                             |
| 1932                                     | 1935                           | Aloyse Folzer           |           |                                                             |
| 1935                                     | 1944                           | Albert Banwarth         |           |                                                             |
| 1944                                     | 1946                           | Joseph Goetz            |           |                                                             |
| 1946                                     | 1959                           | Joseph Folzer           |           |                                                             |
| 1959                                     | 1976                           | Paul Koenig             |           |                                                             |
| 1976                                     | 2001                           | Hubert Folzer           |           |                                                             |
| mars 2001                                | mai 2020                       | Clément Schnebelen      |           | Laborantin                                                  |
| mai 2020                                 | janvier 2023                   | Eric Dubs               |           | Cadre commercial chez Valfleuri Mort en fonction            |
| avril 2023                               | En cours (au 30 novembre 2023) | Chantal Wiss            |           | Employée civile ou agent de service de la fonction publique |

## Équipements et services publics

### Eau et déchets
Les eaux usées des habitants sont traitées par une station d'épuration à rhizosphère mise en place par l'intercommunalité.

## Population et société

### Démographie
L'évolution du nombre d'habitants est connue à travers les recensements de la population effectués dans la commune depuis 1793. Pour les communes de moins de 10 000 habitants, une enquête de recensement portant sur toute la population est réalisée tous les cinq ans, les populations de référence des années intermédiaires étant quant à elles estimées par interpolation ou extrapolation. Pour la commune, le premier recensement exhaustif entrant dans le cadre du nouveau dispositif a été réalisé en 2008.

En 2022, la commune comptait 180 habitants, en évolution de +4,65 % par rapport à 2016 (Haut-Rhin : +0,66 %, France hors Mayotte : +2,11 %).
| 1793 | 1800 | 1806 | 1821 | 1831 | 1836 | 1841 | 1846 | 1851 |
| ---- | ---- | ---- | ---- | ---- | ---- | ---- | ---- | ---- |
| 153  | 180  | 190  | 174  | 239  | 206  | 222  | 235  | 246  |

| 1856 | 1861 | 1866 | 1871 | 1875 | 1880 | 1885 | 1890 | 1895 |
| ---- | ---- | ---- | ---- | ---- | ---- | ---- | ---- | ---- |
| 210  | 220  | 228  | 226  | 220  | 220  | 209  | 208  | 189  |

| 1900 | 1905 | 1910 | 1921 | 1926 | 1931 | 1936 | 1946 | 1954 |
| ---- | ---- | ---- | ---- | ---- | ---- | ---- | ---- | ---- |
| 161  | 128  | 129  | 145  | 144  | 127  | 118  | 114  | 102  |

| 1962 | 1968 | 1975 | 1982 | 1990 | 1999 | 2006 | 2008 | 2013 |
| ---- | ---- | ---- | ---- | ---- | ---- | ---- | ---- | ---- |
| 106  | 105  | 107  | 133  | 178  | 181  | 186  | 188  | 179  |

| 2018 | 2022 | - | - | - | - | - | - | - |
| ---- | ---- | - | - | - | - | - | - | - |
| 166  | 180  | - | - | - | - | - | - | - |

### Cultes
Les fidèles catholiques sont regroupés avec ceux de Tagsdorf et de Schwoben dans la paroisse Saint-Wendelin.

## Culture locale et patrimoine

### Lieux et monuments
- Chapelle Saint-Wendelin[24], de 1786.
- Maison ancienne du XVIe siècle[25]

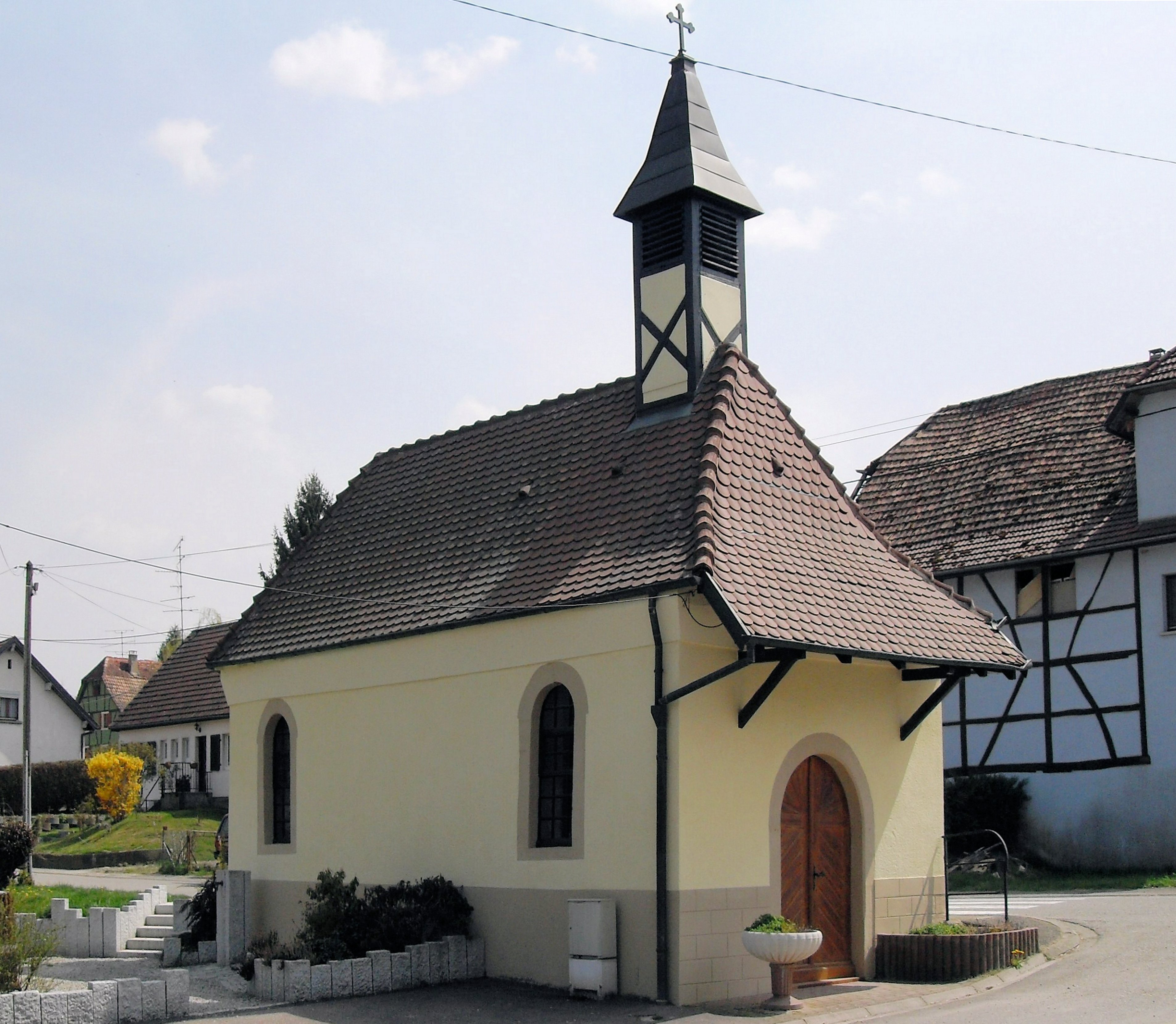
Chapelle Saint-Wendelin.

- Fermes anciennes : 10 rue de Sierentz[26], 16 rue de Sierentz[27], 18 rue de Sierentz[28], 21 rue de Sierentz[29], 41 rue de Sierentz[30], 1 rue des Vergers[31]
- Chemins de randonnée.

### Héraldique
| Blason de Heiwiller | Blason  | Écartelé de gueules et d'or à la houlette d'argent brochante posée en bande.                                                                             |
| Blason de Heiwiller | Détails | Ces couleurs rappellent l'appartenance du village au comté de Ferrette jusqu'aux traités de Westphalie. Le statut officiel du blason reste à déterminer. |

## Pour approfondir